# Jasmin Fejzić
Jasmin Fejzić est un footballeur international bosnien né le 15 mai 1986 à Živinice, en Bosnie-Herzégovine qui évolue au poste de gardien de but.
Avec sa sélection, il participe à la Coupe du monde de 2014. 

## Biographie
Le 6 janvier 2019, il résilie son contrat le liant au FC Magdebourg.
Le 7 janvier 2019, il s'engage pour deux ans et demi (soit jusqu'en juin 2021) avec l'Eintracht Brunswick, qui est alors dernier de 3. Liga. Il y avait déjà évolué entre 2007 et 2009, et entre 2015 et 2018.